# ناتالیا لبدوا
ناتالیا لبدوا (انگلیسی: Natalya Lebedeva؛ زادهٔ ۲۴ اوت ۱۹۴۹) ورزشکار دو و میدانی اهل روسیه است.